# Гали (Верчели)
Гали је насеље у Италији у округу Верчели, региону Пијемонт.
Према процени из 2011. у насељу је живело 197 становника. Насеље се налази на надморској висини од 155 м.